# ثواب بنت عبد الله الحنظلية
ثواب بنت عبد الله الحنظلية شاعرة عربية من ساكني همدان في العصر العباسي.

## شعرها
عرفت بهجائها لزوجها وغيره، أراد أن يخطبها أبو علي كاتب بكر، فكتبت إليه:

فقال الصاحب بن عباد:

## مجاميع شعرية
- نزهة الجلساء في أشعار النساء، جلال الدين السيوطي.
- بهج الصباغة في شرح نهج البلاغة، محمد تقي التستري.